# Le Chapeau violet
Le Chapeau violet est un tableau réalisé par le peintre franco-suisse Félix Vallotton en 1907. Cette huile sur toile est le portrait d'une femme blonde portant un grand chapeau violet. 
Cette peinture est conservée au sein d'une collection privée à la villa Flora, à Winterthour.

## Exposition
- 2013 - 2014 : Félix Vallotton Le feu sous la glace, 2 octobre 2013, janvier 2014, Paris, Grand Palais[1].